# Thracésiens

Les thèmes byzantins vers 780 ; le thème des Thracésiens se situe à l'ouest de l'Anatolie.

Le thème des Thracésiens (en grec θέμα Θρᾳκησίων, thema Thrakēsiōn, ou plus simplement Θρᾳκήσιοι, Thrakēsioi) est une province ou thème de l'Empire byzantin située à l'ouest de l'Asie mineure, dans l'actuelle Turquie, et comprenant les anciennes régions d'Ionie et de Lydie ainsi que des parties de la Phrygie et de la Carie.

## Histoire
La date exacte de sa création est incertaine. Les premiers spécialistes du sujet pensaient que c'était à l'origine une turme du thème des Anatoliques devenue un thème par la suite, mais des recherches plus récentes ont montré qu'il avait été l'un des quatre premiers thèmes à avoir été créés. Quoi qu'il en soit, la première trace attestée du thème des Thracésiens date de 711, même si certains chercheurs pensent que l'armée thracésienne doit être identifiée à l'armée thrace (Thracianus exercitus) mentionnée dans un décret de 687,. Le nom du thème vient du fait que les thèmes ont été constitués vers 640 en tant que secteurs de campement militaire pour les vestiges des vieilles armées de campagnes de l'Empire romain à la suite des conquêtes musulmanes ; dans le cas des Thracésiens, l'armée de campagne du magister militum de Thrace. Ceci est appuyé par le fait que deux unités qui sont connues pour avoir fait partie de cette armée pendant les IVe et Ve siècles, la vexillatio palatina des Equites Theodosiaci Iuniores  et l'auxilium palatinum des Victores, sont certifiées comme deux turmes du thème au Xe siècle, Theodosiakoi et Viktores. Le thème des Thracésiens a ainsi la distinction de comprendre certaines des unités les plus anciennes de l'armée byzantine,,. 

Les thèmes en Asie Mineure vers 950.

Le thème comprenait environ 20 cités, Éphèse (aussi connue sous le nom de Theologos à l'époque) étant la plus grande d'entre elles. Toutefois, sa capitale était très certainement Chônai. Il était l'un des thèmes les plus importants à l'apogée du système, pendant les VIIIe et IXe siècles, et son stratège commandait environ 10 000 hommes et avait un salaire annuel de 40 livres d'or. En 949, ses officiers supérieurs étaient, par ordre de rang, le tourmarque des Theodosiakoi, le tourmarque des Viktores, le tourmarque de la côte maritime et un meriarque,. La côte était aussi sous l'autorité parallèle du stratège du thème naval de Samos, qui y recrutait des équipages et y construisait des navires.
La plus grande partie du thème a été conquise par les Seldjoukides à la fin du XIe siècle mais la plupart de ces territoires ont été reconquis grâce à la Première croisade. Jean II Comnène le rétablit, dans une taille plus réduite, sous l'autorité d'un duc (dux) établi à Philadelphie. La partie méridionale du vieux thème devint quant à elle une partie du nouveau thème de Mylasa et Melanoudion. Le thème a été l'un des derniers territoires byzantins d'Asie mineure à passer sous contrôle turc. Au début du XIVe siècle, il était réduit à la région de Smyrne, jusqu'à la conquête de la ville par l'émir d'Aydin en 1330.